# Haemaphysalis atheruri
Haemaphysalis atheruri är en fästingart som beskrevs av Hoogstraal, Trapido och Glen M. Kohls 1965. Haemaphysalis atheruri ingår i släktet Haemaphysalis och familjen hårda fästingar. Inga underarter finns listade i Catalogue of Life.